# Kevelaer
Kevelaer är en stad i Kreis Kleve i Regierungsbezirk Düsseldorf i förbundslandet Nordrhein-Westfalen i Tyskland, nära nederländska gränsen.
Kevelaer är den mest besökta av katolska pilgrimsorter i nordvästra Europa. Mer än 800 000 pilgrimer, (huvudsakligen från Tyskland och Nederländerna),  besöker varje år orten för att hedra Jungfru Maria. Här finns sedan 1642 en undergörande Madonnabild.

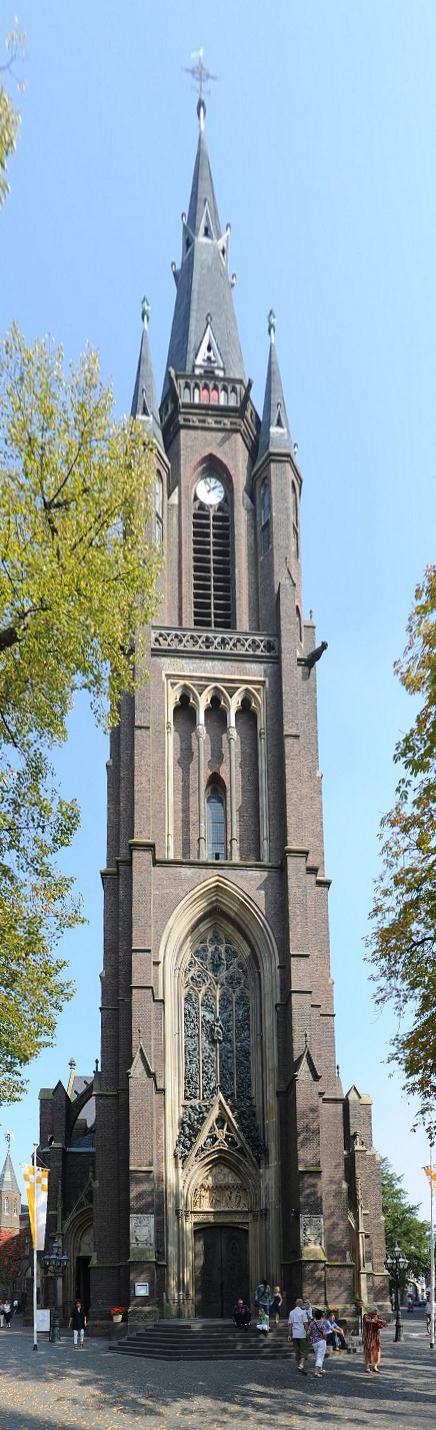
Basilika